# Lipițan

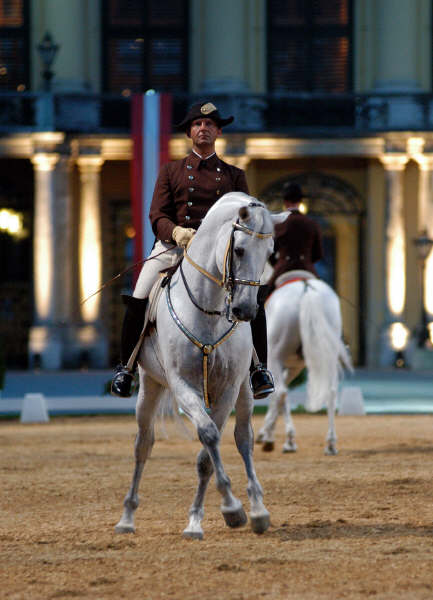
Lipițan

Lipițanul este o rasă de cai, originară din Lipica, Slovenia. Lipițanii sunt balerinii din lumea cailor și pot fi văzuți în acțiune la Școala de călărie spaniolă din Viena, Austria. Superbii cai albi ai școlii sunt faimoși în toată lumea pentru grația cu care execută mișcări complicate de dresaj. Tradițiile de creștere ale cailor lipițani au fost înscrise în Lista reprezentativă a patrimoniului cultural imaterial a umanității în 2022, împreună de către Austria, Bosnia și Herțegovina, Croația, Italia, România, Slovacia, Slovenia și Ungaria.

## Scurt istoric
În anul 1580 Arhiducele Carol al II-lea a hotărât înființarea unei herghelii la Lipica pentru a forma o nouă rasă de cai cu alură asemănătoare calului andaluz. El a hotărât astfel pentru că toți caii de origine spaniolă erau foarte căutați la vremea aceea, iar spaniolii au interzis exportul lor. Arhiducele a ales Lipica pentru că avea clima, vegetația, și solul asemănătoare cu cele din Andaluzia, deci condițiile de creștere erau asemănătoare.
Herghelia de lipițani a fost mutată în Ungaria de două ori în timpul războaielor napoleoniene, formându-se astfel herghelia de lipițani la Mezőhegyes. Aceasta a fost mutată în 1876 la Sâmbăta de Jos (lângă Făgăraș), iar de acolo la Bábolna (Ungaria) în 1912. De aici, în anii 1950, a urmat un nou transfer în mediul deluros de la Szilvásvárad.